# Jungtürkisches Triumvirat

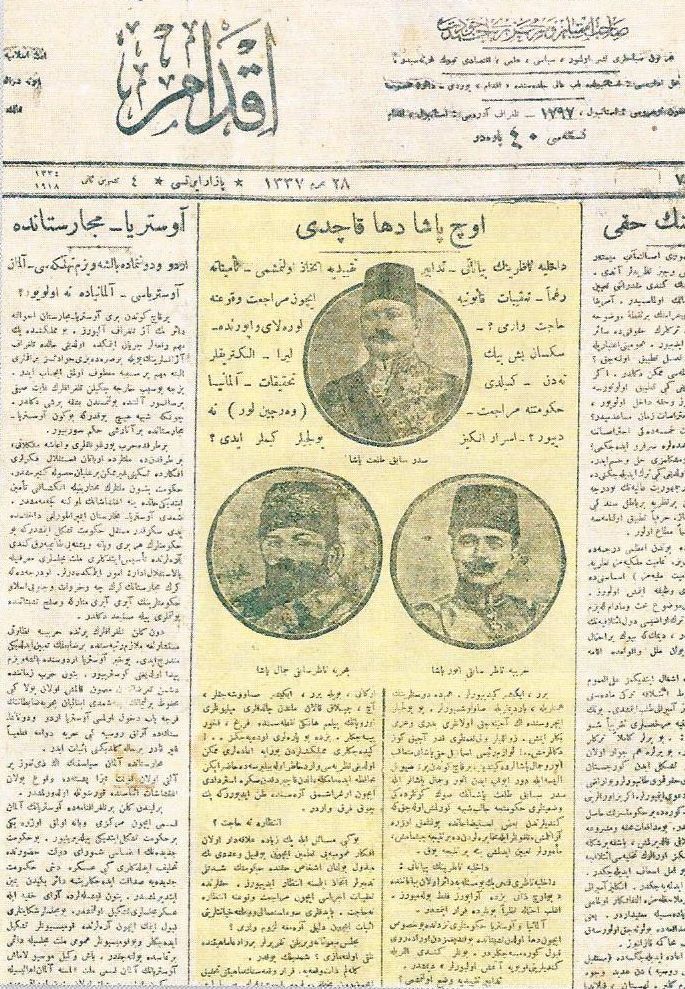
Die osmanische Zeitung İkdam berichtet am 4. November 1918, dass Talâat Pascha (oben), Enver Pascha (rechts) und Cemal Pascha (links) das Land verlassen haben

Als Jungtürkisches Triumvirat wurden der osmanische Innenminister Mehmed Talaat, der Kriegsminister Ismail Enver und der Marineminister Ahmed Cemal bezeichnet. Als Führer der Jungtürken seit 1913 waren sie die führenden politischen Figuren während des Ersten Weltkrieges und in der Zeit des Völkermords an den Armeniern.

## Wirken
Nach dem Militärputsch von 1913 wurden diese drei Männer zu den De-facto-Herrschern des Osmanischen Reiches bis nach dem Ersten Weltkrieg. Sie wurden als Mitglieder des Komitees für Einheit und Fortschritt zu Verfechtern eines “pan-türkischen” Staates, was in den Worten von Enver Pascha bedeutete, dass die Dhimmis umgesiedelt werden mussten. Damit ist die nichtmuslimische Bevölkerung des Osmanischen Reiches gemeint.
Die drei Paschas waren auf osmanischer Seite die Hauptakteure der deutsch-osmanischen Allianz und des osmanischen Eintritts in den Ersten Weltkrieg auf der Seite der Mittelmächte. Ahmed Cemal war allerdings gegen die Allianz mit Deutschland – französische sowie russische Diplomaten bemühten sich, das Osmanische Reich aus dem Krieg zu halten –, doch agierte Deutschland für dessen Einsatz. Schließlich wurde am 29. Oktober der Kriegseintritt vollzogen, als Admiral Wilhelm Souchon mit der Goeben, Breslau und einem Geschwader türkischer Kriegsschiffe ins Schwarze Meer zog und die russischen Häfen von Odessa, Sewastopol und Feodossija angriff. Es wird angenommen, dass Ahmed Cemal im frühen Oktober 1914 einwilligte, Admiral Souchon einen Präventivschlag durchführen zu lassen.
Enver übernahm nur einmal die Kontrolle über eine militärische Aktion – die Schlacht von Sarıkamış – und hinterließ nach deren Misserfolg die 3. Armee in desolatem Zustand. Die Erste Sues-Offensive und die Arabische Revolte gelten als die größten Fehlschläge von Ahmed Cemal.